# Article 2 de la Convention européenne des droits de l'homme

Territoire d'application de l'article 2 : États membres de la Convention EDH.

L'article 2 de la Convention européenne des droits de l'homme intitulé « droit à la vie », est  premier droit substantiel proclamé dans la convention et l'un des essentiels car considéré comme « le droit humain le plus fondamental de tous » ou comme le « droit suprême de l'être humain » mais surtout comme « la condition d'exercice de tous les autres ».
Il s'agit d'un « droit aux contours incertains » qui est invoqué avec plus ou moins de succès dans différentes thématiques.
Le droit à la vie tel que protégé par l'article 2 de la Convention encadre le « recours à la force meurtrière par l'État » en précisant les conditions dans lesquelles l’État est autorisé à enlever la vie.
Certains requérants ont voulu ajouter à cette protection, un « droit de l'enfant à naître », limitant ainsi l'avortement ou plutôt l'interruption volontaire de grossesse. Un « droit à mourir » a été aussi proposé, permettant l'euthanasie ou plutôt le suicide assisté.
Il est à noter que le droit à la vie est protégé également par certains autres grands textes internationaux (liste non exhaustive) :
- par l'article 3 de la Déclaration universelle des droits de l'homme (DUDH) de 1948[6] ;
- par l'article 6 du Pacte international relatif aux droits civils et politiques (PIDCP) de 1966[7] ;
- par l'article 4 de la Convention américaine relative aux droits de l'homme de 1969[8] ;
- par l'article 4 de la Charte africaine des droits de l'homme et des peuples de 1981[9] ;
- par l'article II-2 de la Charte des droits fondamentaux de l'Union européenne de 2000[10].

## Disposition
« Article 2 - Droit à la vie
1. Le droit de toute personne à la vie est protégé par la loi. La mort ne peut être infligée à quiconque intentionnellement, sauf en exécution d’une sentence capitale prononcée par un tribunal au cas où le délit est puni de cette peine par la loi.
2. La mort n’est pas considérée comme infligée en violation de cet article dans les cas où elle résulterait d’un recours à la force rendu absolument nécessaire :
  1. pour assurer la défense de toute personne contre la violence illégale ;
  2. pour effectuer une arrestation régulière ou pour empêcher l’évasion d’une personne régulièrement détenue ;
  3. pour réprimer, conformément à la loi, une émeute ou une insurrection. »

## Application
L'article 2 précise les cas dans lesquels l’État est autorisé à enlever la vie mais crée aussi pour les États l’obligation positive « de prendre les mesures nécessaires à la protection de la vie des personnes relevant de leur juridiction, notamment par la mise en place d’une législation pénale concrète s’appuyant sur un mécanisme d’application ».
L'article 2 autorise le recours à la force meurtrière :
- § 1 : en cas de peine de mort établie légalement par un tribunal. (La Cour a depuis révoqué cette autorisation, à la suite de la ratification massive du protocole no 13[12])
- § 2 : pour la défense des personnes, pour réaliser une arrestation ou empêcher une évasion mais aussi mettre fin à une émeute ou une insurrection.

### Recours à la peine de mort

Application de la peine de mort en Europe :
Abolie pour tous les crimes
Légale mais inappliquée
Légale et appliquée

Historiquement, la peine de mort a pu être autorisée en Europe si elle respectait les principes de légalité de délits et des peines (peine prévue par la loi et prononcée par un tribunal) et de non-rétroactivité (peine prévue antérieurement).
À l'heure actuelle, si la rédaction de l'article 2 n'a pas été modifiée, il faut tenir compte de certains tempéraments qui dans les faits l'abolissent complètement.
Le protocole no 6, entré en vigueur dans tous les pays du Conseil de l'Europe (sauf la Russie qui l'a jamais ratifié avant son exclusion en 2022), abolit la peine de mort en temps de paix. De plus, le protocole no 13, prohibant de manière générale la peine de mort, est entré en vigueur dans tous les États membres du Conseil de l'Europe, sauf en Azerbaïdjan.
Par surcroît, de manière plus générale, la quasi-totalité des pays de l'Europe n'appliquent plus la peine de mort.
Cette situation a poussé la Cour a conclure dans un arrêt datant de 2010 que l'article 2 de la Convention n'autorisait plus la peine de mort, et était désormais interdite par son article 3. Ainsi, aucun État Partie à la Convention ne peut recourir à la peine de mort, qu'ils aient ou non ratifié le protocole additionnel no 13.

### Autres utilisations de la force meurtrière
- des suspects ne peuvent être abattus au seul prétexte d'être soupçonnés d'être porteurs d'un détonateur pour faire exploser une bombe.

L'affaire McCann et autres c. Royaume-Uni en est l'illustration. Trois membres de l’IRA furent abattus dans la rue par des militaires du Special Air Service (SAS) à Gibraltar. La Cour a conclu à la violation de l'article 2 au motif que l’opération aurait pu être organisée et contrôlée de telle manière qu'il ne fût pas nécessaire de tuer les suspects.
L’article 2 n’admet des exceptions au droit à la vie que si le recours à la force est rendu
« absolument nécessaire ».
- Andreou c. Turquie (no 45653/99), du 27 octobre 2009

L’affaire concernait une ressortissante britannique blessée par balles par les forces armées turques au cours de troubles dans la zone tampon contrôlée par les Nations-Unies à Chypre.
- Perisan et autres c. Turquie (no 12336/03), 20 mai 2010
- Putintseva c. Russie (no 33498/04), 10 mai 2012

« Le recours de policiers à la force meurtrière peut être justifié dans certaines circonstances au regard de l’article 2, mais cette disposition ne donne pas carte blanche et les opérations de police doivent être autorisées et suffisamment réglementées par le droit national. »
- L'usage et le maniement des armes à feu doit être réglementé : Natchova et autres c. Bulgarie (no 43577/98), Soare et autres c. Roumanie (no 24329/02), Gorovenky et Bugara c. Ukraine (no 36146/05 et 42418/05), Sašo Gorgiev c. ex-République yougoslave de Macédoine.

### Obligations positives
Les États ont l'obligation de prendre les mesures nécessaires à la protection de la vie des personnes notamment via une législation pénale interne.
- L.C.B. c. Royaume-Uni, arrêt du 9 juin 1998
- Osman c. Royaume-Uni, arrêt du 28 octobre 1998
- Anguelova et Iliev c. Bulgarie, no 55523/00, arrêt du 26 juillet 2007

Les États ont également l'obligation de mener une enquête effective, dont les critères sont l'indépendance, la célérité et diligence, la capacité à établir les faits pertinents, et l'accès du public et des proches.
- Anguelova c. Bulgarie, no 38361/97
- Jasinskis c. Lettonie, no 45744/08, arrêt du 21 décembre 2010
- Paul et Audrey Edwards c. Royaume-Uni (no 46477/99), du 14 mars 2002
- Seidova et autres c. Bulgarie, no 310/04, arrêt du 18 novembre 2010
- Kolevi c. Bulgarie (no 1108/02) arrêt du 05 novembre 2009 : impossibilité d’engager des poursuites contre le procureur général soupçonné par la famille d’être l’instigateur du meurtre de la victime et sous le contrôle duquel l’enquête était menée
- caractère ineffectif d'enquêtes ou de poursuites concernant des meurtres et des blessures, recours à la force par la police : Anguelova et Iliev c. Bulgarie, arrêt du 26 juillet 2007; Ognyanova et Choban c. Bulgarie, arrêt du 23 février 2006, Anguelova c. Bulgarie, arrêt du 13 juin 2002, Jularić c. Croatie (no 20106/06) du 20 janvier 2011

### Principe de proportionnalité
- Wasilewska et Kalucka c. Pologne (no 28975/04 et 33406/04)
- Finogenov et autres c. Russie (no 18299/03 et 27311/03)

### Passivité d'un État lors de féminicides et violences conjugales
La passivité d'un État lors de féminicides faisant suite à des violences conjugales ou de violences conjugales non suivies de meurtre a été interprétée à plusieurs reprises comme violant l'article 2 de la Convention EDH.
Elles peuvent être couplées à une atteinte à la vie familiale normale (article 8 de la Convention), ou avec l'article 13 en cas de protection non effective.
Les principaux arrêts en la matière sont :
- Kontrovà c. Slovaquie no 7510/04 : arrêt du 31 mai 2007, violation des articles 2 et 13.
- Branko Tomašić et autres c. Croatie, no 46598/06, arrêt du 15 janvier 2009[14].
- Opuz c. Turquie, no 33401/02, arrêt du 9 juin 2009.
- Velcea et Mazăre c. Roumanie no 64301/01, arrêt du 01 décembre 2009[15], violation des articles 2 et 8.

## Interprétations refusées

### Droit à naître, droit à avorter

État des lois sur l'interruption volontaire de grossesse en Europe
Légal sur demande
Légal en cas de viols, de risques pour la vie de la mère, maladies mentales, facteurs socio-économiques ou malformations fœtales
(Légal pour) ou (illégal sauf pour) les viols, risques vitaux, malformations ou maladies mentales
Illégal, avec exceptions pour le viol, risques vitaux, maladies mentales
Illégal, avec exceptions pour risques vitaux ou maladies mentales
Illégal, sans exception
Variable selon les régions
Non renseigné

Dans plusieurs affaires, la Cour européenne s'est refusée d'analyser le droit à l'avortement comme un droit au meurtre car il s'agirait de « mettre fin à une vie ».
Pour mettre fin à une vie, il faut déjà que la vie ait commencé. Or, ni la Convention, ni la Cour ne décrivent quel en est le début : à la fécondation, à la nidation, au stade du fœtus, à l'accouchement, voire après (cas de l'enfant viable dépourvu de personnalité juridique tant qu'il est sous ventilation artificielle).
La Cour européenne des droits de l'homme, saisie de cette question le 8 juillet 2004, ne prend pas position nettement et constate « qu'il n'est ni souhaitable, ni même possible actuellement de répondre dans l'abstrait à la question de savoir si l'enfant à naître est une personne au sens de l'article 2 de la Convention ». Elle reconnait par suite aux États, dans la limite de leur marge d’appréciation, la faculté de déterminer dans leur ordre juridique interne « le point de départ du droit à la vie ». Il en résulte que chaque État peut « légitimement choisir de considérer l'enfant à naître comme une personne et protéger sa vie » ou non.
Dans la décision de la commission, X contre Royaume-Uni du 13 mai 1980, la commission a été chargée d'examiner la conformité de la légalisation de l'interruption volontaire de grossesse et du droit à la vie du fœtus. La commission décida que si le fœtus peut bénéficier d'un certain droit à la vie, la valeur de sa vie ne peut être considérée comme supérieur à celle de la femme et donc interdire l'avortement. De même, dans l'affaire H. c. Norvège, no 17004/90 du 19 mai 1992. elle a aussi noté qu’elle « n’exclut pas » que, « dans certaines circonstances », le fœtus puisse bénéficier d’« une certaine protection au titre de l’article 2, première phrase ».
Cependant, la Cour ne consacre pas un droit à l'avortement. Ainsi dans l'arrêt, A, B, C c/ Irlande du 16 décembre 2010 (grande chambre, requête no 25579/05) la Cour a-t-elle pu juger que « l’article 8 [de la Convention européenne, qui garantit l’autonomie personnelle, l’intégrité physique et psychologique] ne saurait (…) s’interpréter comme consacrant un droit à l’avortement ». Ainsi, « le droit à l'avortement n'est pas garanti par la convention ».

### Protection de l'embryon ou du fœtus sans contradiction du droit pour la mère d'avorter
La vie de l'embryon ou le fœtus, même hors de leur mère ne sont pas protégés par la Convention. Un embryon issu d'une fécondation in vitro peut être détruit si un membre du couple demande retire son consentement à l’implantation (grande chambre, Evans c/ Royaume-Uni, 10 avril 2007, requête no 6339/05, [lire en ligne]).
De même, la négligence du médecin causant une fausse couche ne peut s'analyser - pour la Cour - comme une atteinte au droit à la vie de l'enfant à naître, celui-ci ne pouvant être qualifié avec certitude de "personne" au sens de la Convention (grande chambre, Vo c/ France, 8 juillet 2004, requête no 53924/00, [lire en ligne]).
Cependant, la Grande Chambre de la Cour européenne, dans l’arrêt Parrillo c/ Italie du 27 août 2015 (no 46470/11) a reconnu que les embryons humains congelés conçus in vitro, et ne faisant plus l’objet d’un projet parental « ne sauraient être réduits à des ‘’biens’’ » (§ 215). Elle a jugé que leur protection contre la destruction - même dans l'intérêt de la recherche scientifique - est légitime au nom des « droits et libertés d’autrui ». La Cour précise toutefois qu’elle n’entend pas se prononcer « sur le point de savoir si le mot « autrui » englobe l’embryon humain » (§ 167).

### Droit à mourir
De la même manière, la Cour refuse de prendre position sur la question de l'euthanasie et sur le suicide assisté.
Dans l'arrêt Diane Pretty contre Royaume-Uni du 29 avril 2002, la requérante réclamait au nom du « droit à une vie décente », l'autorisation de demander à son mari de mettre fin à ses jours en protégeant celui-ci de poursuites pénales. Diane Pretty souffrait d'une sclérose latérale amyotrophique (SLA) à un stade avancé, maladie qui conduit inévitablement à la mort dans la souffrance, et n'était plus en état de mettre elle-même fin à ses jours. Cette demande lui a été refusée par le Royaume-Uni car contrevenant à la législation locale, assimilant le suicide assisté à un meurtre.
La Cour refusa l'argumentation de la requérante mais ne condamna pas l'euthanasie. Elle considère qu'il s'agit de questions soumises à la libre appréciation des États et qu'il n'existe pas de droit à mourir.

## Grands arrêts relatifs à l'article 2
- 13 mai 1980 — Arrêt X c. Royaume-Uni, no 8416/78, décision de la Commission, si l’on garantissait au fœtus les mêmes droits qu’à une personne cela limiterait de manière abusive les droits au titre de l’article 2 des personnes déjà nées.
- 27 septembre 1995 — Arrêt McCann et autres c. Royaume-Uni, utilisation proportionnée de la force. (Grande Chambre, requête no 18984/91)
- 29 avril 2002 — Arrêt Pretty contre Royaume-Uni, l'article 2 ne saurait garantir un droit à mourir.
- 8 juillet 2004 — Arrêt Vo c. France (Cour (Grande Chambre), Vo c. France, requête no 53924/00, 8 juillet 2004, Recueil des arrêts et décisions 2004-VIII[24])
  - La question posée devant la Cour est de savoir si la perte d'un fœtus peut être qualifié d'homicide involontaire, en reconnaissant que le fœtus est protégé par l'article 2, en tant qu'individu indépendant de sa mère, ayant commencé à vivre. La Grande chambre de la Cour considère que la réponse à cette question relève des États, en l'absence d'un consensus sur cette question au niveau européen. Il n'est donc pas possible de savoir si un fœtus est une personne au sens de l'article 2. De plus, la protection de la vie n'exige pas nécessairement un recours de nature pénale. En l'espèce, la requérante avait la possibilité d'un recours devant les juridictions administratives françaises, afin d'indemniser pécuniairement son préjudice.
- 17 mars 2005 — Condamnation de la Turquie pour le décès de Semsettin Gezici en août 1996, tué par les forces de police.
- 2 août 2005 — Arrêt Tanış et autres contre Turquie : condamnation de la Turquie pour la disparition en 2001 de deux responsables du Parti de la démocratie du peuple prokurde.
- 20 septembre 2005 — 18 condamnations de la Turquie, dont plusieurs pour des violations de l'article 2.
- 2006: Behrami c. France et Saramati c. France, Allemagne et Norvège, 2006: la Cour se déclare incompétente en ce qui concerne une accusation de violation de droit à la vie portée contre la France au motif que les opérations en cause, effectuées dans le cadre de la KFOR, dépendaient des Nations unies.
- 1er juin 2006 — La France est condamnée pour violation de l'article 2 dans l'affaire Pascal Taïs (1993) mort dans sa cellule[25]
- 10 avril 2007 — Arrêt Evans contre Royaume-Uni (Cour (Grande Chambre), Evans c. Royaume-Uni, requête no 6339/05, 10 avril 2007[26]
- 16 décembre 2010 - Arrêt A, B, C contre Irlande[27]
- 20 janvier 2011 — Arrêt Haas contre Suisse[28] : la Cour déclare que le suicide assisté demeure dans le domaine de la marge d'appréciation des États et que la notion doit être étudiée sous l'angle de l'article 8 (droit à la vie privée).
- 9 octobre 2011 - La Cour reconnaît une violation de l'article 2 : Décès d'une personne schizophrène lors de son arrestation, arrêt Saoud contre France, requête no 9375/02, 9 octobre 2011[29]
- 19 juillet 2012 — Arrêt Koch contre Allemagne[30] : Obligation d'examen au fond de la demande de l’autorisation de se procurer une dose létale de médicaments en vue de mettre fin à ses jours.